# Cassian Bilton

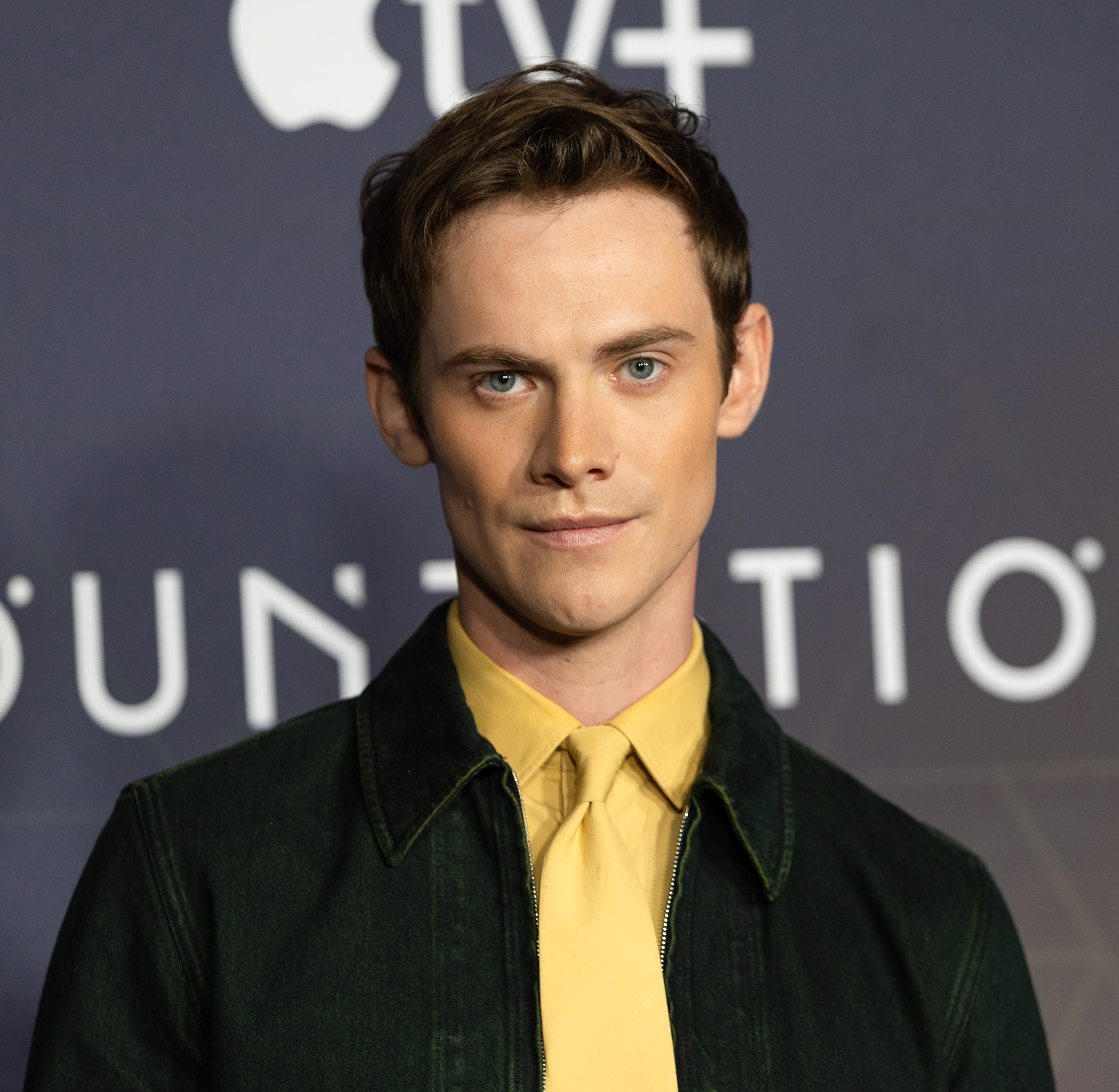
Cassian Bilton (2025)

Cassian Bilton (* in London) ist ein britischer Schauspieler und Sänger. Bekanntheit erlangte er durch die Rolle des Bruder Morgen in der Science-Fiction-Serie Foundation (seit 2021).

## Leben und Karriere
Cassian Bilton wuchs in seinem Geburtsort London auf, wo er auch heute noch lebt. Später studierte er Philosophie und Theologie an der University of Oxford, seinen Abschluss dort erreichte er 2017.
Von 2015 bis 2022 war Bilton in verschiedenen Theaterstücken zu sehen, so unter anderem als Romeo in einer Umsetzung von Romeo und Julia und als Oliver in Wie es euch gefällt.
2019 trat er im Kurzfilm The Devil's Harmony auf, welcher 2020 mit dem Short Film Jury Award for International Fiction des Sundance Film Festivals und dem Best Short Film Award des London Critics’ Circle ausgezeichnet wurde.
Ebenfalls 2019 wurde Bilton für die von Apple TV+ produzierte, seit 2021 veröffentlichte, Science-Fiction-Serie Foundation besetzt, die zugleich sein Fernseh-Debüt darstellt. Die Serie basiert auf der gleichnamigen Buchreihe von Isaac Asimov, die Bilton vorher selbst las.
An der Seite von Lee Pace und Terrence Mann verkörpert er Bruder Morgen (auch Cleon XIV. und Cleon XVII. ), den jüngsten Klon der herrschenden Cleon-Dynastie. In der deutschen Fassung leiht ihm Tobias John von Freyend seine Stimme.
Neben seiner Aktivität als Schauspieler betätigt Bilton sich ebenfalls als Sänger, zu persönlichen Interessensgebieten zählt er insbesondere Kunst und die Welt der Künste.

## Theatrografie
- 2015: West Side Story (Oxford Playhouse)
- 2015: The Architect (The O’Reilly Theatre)
- 2016: Pentecost (Oxford Playhouse)
- 2016: Orphans (The Michael Pilch Studio)
- 2016: Mercury Fur (The Michael Pilch Studio)
- 2016: Breathing Corpses (O'Reilly Theatre)
- 2016: Ein Sommernachtstraum (Thelma Holt International Tour)
- 2017: Suddenly, Last Summer (Oxford Playhouse)
- 2017: Rosencrantz and Guildenstern Are Dead (O'Reilly Theatre)
- 2017: Romeo und Julia (Pegasus Theatre)
- 2017: Wie es euch gefällt (Globe Theatre)
- 2018: React: The Woods (Royal Court Theatre)
- 2019: Meatballs (Hampstead Theatre)
- 2022: Beyond Jericho's Walls (Royal Court Theatre)

## Filmografie
- 2019: The Devil's Harmony (Kurzfilm)
- 2020: Shoal (Kurzfilm)
- seit 2021: Foundation (Fernsehserie, 24 Episoden)